# Phrynus noeli
Espèce
Phrynus noeli est une espèce d'amblypyges de la famille des Phrynidae.

## Distribution
Cette espèce est endémique de la province de Pinar del Río à Cuba. Elle se rencontre à Viñales dans les grottes de Santo Tomás dans la sierra de Quemados.

## Description
La femelle holotype mesure 11,0 mm.

## Étymologie
Cette espèce est nommée en l'honneur de Noel González Gotera.

## Publication originale
Elle est décrite pour la première fois par Armas et Perez en 1994.